# Cerrado Esporte Clube
Cerrado Esporte Clube ou simplesmente Cerrado, é um clube brasileiro de futebol, da cidade de Aparecida de Goiânia, no estado de Goiás.

## História
O Cerrado foi anunciado em maio de 2020, apresentado em Agosto à Prefeitura de Aparecida de Goiânia, mas formalmente fundado em Outubro de 2020. O Cerrado Esporte Clube utiliza o CNPJ e estrutura do Umuarama de Iporá, que terá a sua sede e mando de campo em Aparecida de Goiânia..
Em julho de 2021, o Cerrado anunciava a sua oficialização na disputa do Goiano Terceira Divisão.
Em 3 de Dezembro de 2021, o Cerrado sagra-se campeão da Terceira Divisão Goiana, após vencer a Evangélica de Guapó por 5 a 4 depois de um empate por 2 a 2 no tempo normal no Annibal de Toledo. O jogo de ida acabou empatado em 0 a 0. Mesmo com o título garantido, o time de Aparecida de Goiânia já havia garantido vaga antecipada para a Segunda Divisão estadual ao vencer o Bela Vista na semifinal.
Em 2022 o Cerrado fez uma péssima campanha na Divisão de Acesso e foi rebaixado para a Terceira Divisão Goiana logo em seu ano de estréia na Divisão de Acesso.

## Estádio
O clube recebe seus adversários no estádio Annibal de Toledo, em Aparecida de Goiânia, que tem capacidade de público de 4.800 lugares.

## Títulos
| Estaduais | Estaduais                            | Estaduais | Estaduais  |
|           | Competição                           | Títulos   | Temporadas |
| --------- | ------------------------------------ | --------- | ---------- |
|           | Campeonato Goiano - Terceira Divisão | 1         | 2021       |

## Participações
|  | Participações em 2024 |

| Competição | Competição | Temporadas | Melhor campanha    | Estreia | Última | P | R |
| Goiás      | 2ª Divisão | 1          | 8º colocado (2022) | 2022    | 2022   | – | 1 |
| Goiás      | 3ª Divisão | 3          | Campeão (2021)     | 2021    | 2024   | 1 |   |